# Dosis efectiva (farmacología)
En farmacología, se entiende por dosis efectiva (ED en inglés) de un medicamento a la dosis mínima capaz de producir el efecto deseado de la droga.
La dosis que produce el efecto deseado en el 50 % de la población se conoce como dosis efectiva 50% o ED50. Puede ser graficado en la Curva dosis-respuesta como la mitad de la concentración de fármaco necesaria para alcanzar la eficacia máxima.
- Datos: Q1425437